# Barbens
Barbens és un municipi de la comarca del Pla d'Urgell.

## Geografia
- Llista de topònims de Barbens (Orografia: muntanyes, serres, collades, indrets..; hidrografia: rius, fonts...; edificis: cases, masies, esglésies, etc).

Municipi situat a la plana regada pel canal d'Urgell. El seu terme municipal és totalment pla i presenta una lleugera inclinació, inferior a l'1% d'est a oest. El riu d'Ondara creua el municipi, per bé que és un riu sec la major part de l'any. El terme municipal de Barbens apareix dividit en dues unitats. Un sector, anomenat Aguilella, és separat de la resta del terme pel municipi de Tornabous. El canal d'Urgell creua aquest sector per l'extrem nord, amb la qual cosa, una petita part del municipi resta en el secà. El sector principal del terme és travessat per la séquia segona del canal d'Urgell i inclou, a més de Barbens, el poble del Bullidor.
Des de l'any 1865, les aigües del canal d'Urgell reguen el municipi. Actualment, el conreu més estès és la fruita dolça, concretament pomes (en especial les varietats Golden Delicius, i en menor mesura noves varietats de poma roja com Gal·les, Top Red o Red Chief) i la pera (destacant la blanquilla i la Conference). Els conreus intensius de regadiu (blat, cereals i farratges) i els conreus d'horta (ceba) tenen una importància menor. En el sector ramader destaquen les granges destinades al bestiar porcí.

## Demografia
| Entitat de població | Habitants (2023) |
| Barbens             | 919              |
| Aguilella           | 6                |
| el Bullidor         | 5                |
| Font: Idescat       |                  |

| 1497 f | 1515 f | 1553 f | 1717 | 1787 | 1857 | 1877 | 1887 | 1900 | 1910 |
| ------ | ------ | ------ | ---- | ---- | ---- | ---- | ---- | ---- | ---- |
| 9      | 38     | 36     | 109  | 595  | 511  | 596  | 631  | 812  | 946  |

| 1920 | 1930  | 1940 | 1950 | 1960 | 1970 | 1981 | 1990 | 1992 | 1994 |
| ---- | ----- | ---- | ---- | ---- | ---- | ---- | ---- | ---- | ---- |
| 947  | 1.004 | 948  | 996  | 933  | 812  | 786  | 799  | 790  | 790  |

| 1996 | 1998 | 2000 | 2002 | 2004 | 2006 | 2008 | 2010 | 2012 | 2014 |
| ---- | ---- | ---- | ---- | ---- | ---- | ---- | ---- | ---- | ---- |
| 752  | 754  | 787  | 801  | 818  | 828  | 890  | 887  | 928  | 875  |

| 2016 | 2018 | 2020 | 2022 | 2024 | 2026 | 2028 | 2030 | 2032 | 2034 |
| ---- | ---- | ---- | ---- | ---- | ---- | ---- | ---- | ---- | ---- |
| 943  | 939  | 878  | 979  | 926  | -    | -    | -    | -    | -    |

## Història
Barbens apareix esmentat ja el 1099 en l'acta de consagració de l'església de Guissona (amb el nom de Barbene). La jurisdicció pertanya a la família Barrufell, que en cedirà el domini a la comanda templera de Gardeny el 1166. El 1168 fou creada la comanda de Barbens com a comanda independent. El primer comanador fou, el 1168, Ramon de Barrufell, antic senyor del castell. El 1237, extingits els templers, continuà com a comanda hospitalera, de la qual depenien els llocs de Belianes, Penelles i Aguilella fins al segle xix.

## Administració
A les eleccions locals de 2007, els resultats foren els següents:
| Partit polític                               | Ideologia                           | Vots | Percentatge | Regidors |
| -------------------------------------------- | ----------------------------------- | ---- | ----------- | -------- |
| Convergència i Unió                          | lliberal-democristià i nacionalista | 294  | 54,95       | 4        |
| Junts per Barbens — Acord Municipal          |                                     | 161  | 30,09       | 2        |
| Independents per Barbens — Progrés Municipal |                                     | 74   | 13,83       | 1        |

Mentre que a les eleccions municipals celebrades l'any 2011, els resultats foren:
| Partit polític                        | Ideologia                           | Vots | Percentatge | Regidors |
| ------------------------------------- | ----------------------------------- | ---- | ----------- | -------- |
| Convergència i Unió                   | lliberal-democristià i nacionalista | 316  | 57,04       | 4        |
| Junts per Barbens — Progrés Municipal |                                     | 231  | 41,70       | 3        |

## Festes locals
- Festa Major (15 d'agost)
- Sant Roc (8 de novembre)
- Festa de la Poma (1a quinzena d'octubre). Festa lúdica i promocional del principal conreu del poble. Es realitzen estands per tot el poble amb pomes.